# Ян Фігель
Ян Фігель (словац. Ján Figeľ; нар. 20 січня 1960 р., с. Чаклов, Вранов-над-Топльоу, Пряшівський край, Словаччина) — словацький політичний діяч, колишній Європейський комісар з питань освіти, культури, багатомовності та молоді. Його зона відповідальності також охоплювала спорт, молодь, і взаємини з громадянським суспільством.

## Життєпис
Народився в селі Чаклов на Пряшівщині. Вивчав силову електроніку в Технічному університеті в Кошицях, де навчався протягом п'ятьох років, починаючи з 1978 року. З 1983 до 1992 року працював науковцем в галузі інноваційної діяльності на ZPA в Пряшеві. В 1990 році вступив до лав консервативного Християнсько-демократичного руху. В 1992 році його було обрано в Національну раду Словацької Республіки, де він працював в її комітеті у закордонних справах і через рік увійшов до складу делегації Словаччини в Раді Європи.
У 1994 р. пройшов семестровий курс у Джорджтаунському університеті та семестровий курс європейської економічної інтеграції в Антверпенському університеті. У 1998 році Фігель залишив парламент і був призначений державним секретарем міністерства закордонних справ Словаччини. На відміну від більшості своїх колег у Європейській комісії, він ніколи не піднімався до рівня міністра, але до 2003 року відповідав за переговори про вступ Словаччини в Євросоюз. Також представляв уряд Словаччини в Європейському конвенті, який розробив Європейську Конституцію. Повернувся до Національної ради в 2002 році, де став головою її комітету у закордонних справах, пішовши з посади в 2004 році, щоб приступити до виконання своїх повноважень Єврокомісара. З 1995 по 2000 рік викладав міжнародні відносини в Університеті Трнави.
Фігель оголосив про свою відставку з поста Єврокомісара 21 вересня 2009 року, після його обрання на посаду керівника Християнсько-демократичного руху в Словаччині. 1 жовтня 2009 року його в Єврокомісії змінив Марош Шефчович.